# Der Usedom-Krimi: Schlepper
Schlepper ist ein Fernsehfilm aus der Kriminalfilmreihe Der Usedom-Krimi. Er wurde im Auftrag von ARD Degeto und dem NDR von der Polyphon Film- und Fernsehgesellschaft mbH für Das Erste produziert. Die 22. Folge der Filmreihe wurde am 23. November 2023 erstmals im Fernsehen ausgestrahlt.

## Handlung
Karin wird nach ihrem Autounfall verletzt geborgen. Sie führt Rainer Witt und die polnische Polizei an den Ort, an dem Kuchar ermordet wurde. Doch vom Kühltransporter fehlt jede Spur. Den hat Michail Leskow bereits gefunden, im Inneren lagen neben Kuchar noch zwei erfrorene Leichen – von seinem Sohn Sascha und einem usbekischen Komplizen. Auf dem Schrottplatz findet Leskow in Karins Unfallwagen einen Bußgeldbescheid an Ben Witt mit dessen Adresse.
Von Kuchars Schwester Ewa erfährt die Polizei, dass dieser im Schleusergeschäft erst neu eingestiegen sein musste, da er sonst finanziell nicht so klamm dastehen würde. Leskow lässt Kuchars Leiche in der Ostsee verschwinden und äschert die anderen beiden Toten mit Hilfe eines Angestellten in einem Krematorium ein. Als er anschließend Karin aufsucht, stellt ihm die Polizei eine Falle und erschießt ihn. Über Fingerabdrücke auf einer Urne in Leskows Auto kann der Krematoriumsmitarbeiter ermittelt werden, welcher erzählt, dass er Leskow von der Leiterin des Pflegedienstes Elena Herzog empfohlen wurde.
Herzog gesteht, dass Sascha Leskow sie belieferte. Als er nicht kam, habe sie seinen Vater Michail informiert, der sich auf die Suche gemacht habe. Karin kann in ihrem Unfallwagen noch die von Lara entwendete Waffe finden, die sie Kuchar bringen wollte. Karin erfährt von Ewa, dass Kuchar bei der Schleuseraktion eingesprungen sei und ihr Nochehemann Jörn die Strippen in der Hand hielt. Zu Jörn hatte Karin gerade eine Beziehung angebahnt. Karin findet in Jörns Schreibtisch die Handys der verschleppten Menschen und stellt ihn zur Rede. Er gesteht, dass Herzog für die Finanzen der Schleppergeschäfte eingesetzt war, Kuchar für ihn eingesprungen sei und ihn keine Schuld am Tod des Mädchens träfe. Als Jörn mit dem Wagen fliehen möchte, kann Karin ihm mit Kuchars Waffe ins Bein schießen. Er und Herzog werden verhaftet.
In der letzten Szene kommt Jörns Tochter Lara zu Karin und sagt, dass sie den angefangenen Job, Karins neue Bleibe zu bauen, noch fertig machen möchte. Lara und ihre jetzige Freundin Fabienne Leppin beginnen mit den Arbeiten.

## Produktion
Der Film wurde vom 20. November 2022 bis zum 24. März 2023 auf der Ostseeinsel Usedom, in Brandenburg und Berlin gedreht.

## Rezeption

### Kritiken
Tilmann P. Gangloff bewertete die Trilogie Friedhof der Welpen / Geburt der Drachenfrau / Schlepper mit vier von sechs Sternen.
Die Redaktion der TV Spielfilm hingegen gibt dem Film einen Daumen nach oben und resümiert: „Ruhig, intensiv, tragisch: Finale der kleinen Trilogie.“

### Einschaltquoten
Die Erstausstrahlung des Films am 23. November 2023 verfolgten in Deutschland insgesamt 5,73 Millionen Zuschauer, was einem Marktanteil von 21,4 Prozent für Das Erste entsprach. Bei der Wiederholung der Episode am 14. August 2025 schalteten 3,32 Millionen Zuschauer ein (17,7 % Marktanteil), der Höchstwert an diesem Tag.